# Uracis infumata
Uracis infumata is een libellensoort uit de familie van de korenbouten (Libellulidae), onderorde echte libellen (Anisoptera).
De wetenschappelijke naam Uracis infumata is voor het eerst geldig gepubliceerd in 1842 door Rambur.